# Организация за защита на животните
Организацията за защита на животните е специализирана организация, създадена с цел да защитава животните от човешка агресия, изтребване и др.
Изпълнява своята дейност съобразно изискванията на законодателството за защита на животните.
Сред мерките за защита са създаваните приюти за бездомни животни – кучета и др.